# レーシングカレンダー
レーシングカレンダー（The Racing Calendar）とはイギリスの競馬の競走に関する記録集である。年次報告の形式をとっている。
発行の時点で開催された競走に出走した競走馬の名前、馬主、調教師および騎手の氏名、勝負服などの情報や、開催予定の競走に関する情報が記載されている。イギリス以外の競馬開催国でもレーシングカレンダーに範をとった記録集が発行されている場合が多い。
イギリス全体のレーシングカレンダーはジョン・チェイニーが発行したものが最初と言われている。当時、近代競馬黎明期に活躍していた馬、つまり高齢馬の衰退と若駒の台頭の流れが生じ始めており、貴族向けに賭博の目安として販売する狙いが合ったとされる。それを引き継いだポンド版のレーシングカレンダー以降では統率機関の指令や規則の伝達の役目も担っていた。

## 歴史
- 1670年、ジョン・ネルソンがニューマーケットで行われた競走の記録集「Calender of Horse-racing」を出版したのがレーシングカレンダーの原型とされる。[1]
- 1727年、ジョン・チェイニーが初めて年次報告の形式による競走記録集「A Historical list of all Horse-Matches Run, And of all Plates and Prizes Run for in England and Wales (of the value of Ten Pounds or Upwards) in 1727」を発行、1750年の逝去まで発行を続けた。[1]
- 1750年、ポンドが「Racing Kalender」の書名でジョン・チェイニーの記録、発行が引き継がれる。[1]
- 1757年、レジナルド・ヒバーが「Racing Calemder」と綴りを修正し発行。[1]
- 1769年、ウォーカーが発行を引き継ぐ。[1]
- 1770年ごろ、ニューマーケットの記録書担当者トゥーティングとジョッキークラブ職員トマス・フォーコナーが共同でジョンから続くレーシングカレンダーの競合を発行し始める。[1]
- 1773年、ジョッキークラブの事務局長であったジェームズ・ウェザビーが『レーシングカレンダー』というタイトルの競走記録集を発行。以後、ウェザビーの一族がジョッキークラブの許可を得て『レーシングカレンダー』を年次報告の形式で私的に発行するようになった。[1]
- 1901年、『レーシングカレンダー』の所有権がジョッキークラブに譲渡される（出版は引き続きウェザビー一族が独占）。